# Melissa (Italia)
Melissa (IPA: [ˈmɛlissa], Mèlissë in dialetto calabrese) è un comune italiano di 3 257 abitanti della provincia di Crotone in Calabria.
Dal 2015 Melissa si aggiudica la Bandiera Blu e la Bandiera Verde delle Spiagge, l'autorevole riconoscimento europeo assegnato dalla FEE.

## Storia

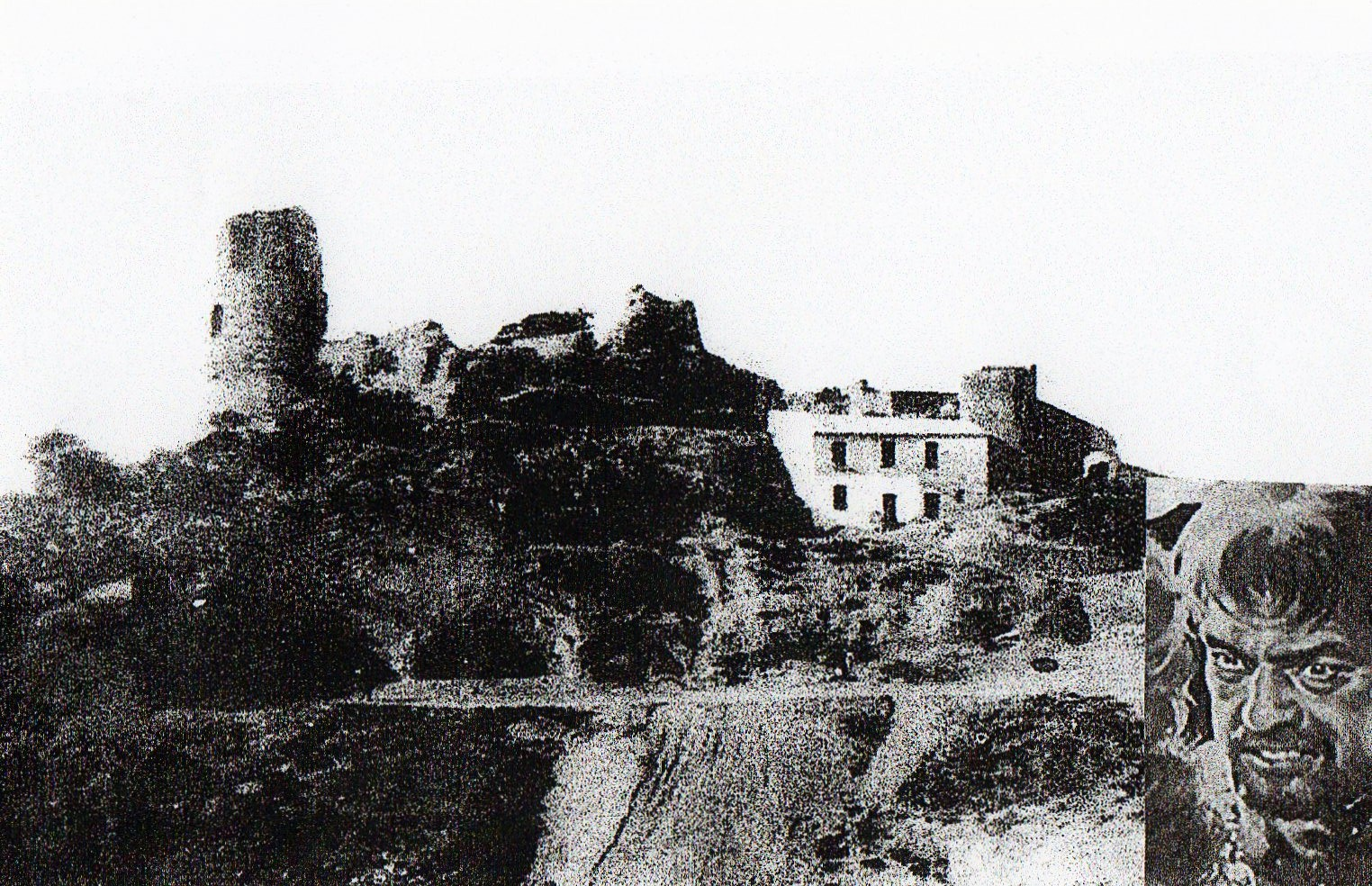
La rocca di Melissa in una foto degli anni venti.

Citata ne Le Metamorfosi di Ovidio, Melissa appare per la prima volta in documenti ufficiali a partire dal XIII secolo, seppur è quasi certo che le origini della città partano da epoche più remote (probabilmente a quando fu fondata dagli strongolesi).
Nel corso della sua esistenza, la comunità fu soggetta al dominio di vari feudatari: i più duraturi tra questi furono i De Micheli, di origine veneziana (1463-1466), i Campitelli (1485-1668) e i Pignatelli (1668-1806). La popolazione tentò più volte di ribellarsi contro questi due ultimi dominatori, che possedevano la maggior parte delle terre.
A Melissa, in contrada Fragalà, il 29 ottobre 1949 avvenne l'omonima strage, nella quale, in seguito all'occupazione delle terre incolte dei latifondisti da parte dei contadini, furono ferite 15 persone di cui 3 a morte dalla Celere. I nomi dei caduti, in memoria dei quali venne eretto un monumento, sono i seguenti: Giovanni Zito (19 anni), Angelina Mauro (23 anni) e Francesco Nigro (29 anni).
Fino al 1960, l'abitato di Melissa non era accessibile dal mare o dalla frazione Torre.

### Simboli
Lo stemma del comune è stato concesso con il decreto del presidente della Repubblica del 3 ottobre 2005.
(D.P.R. 03.10.2005)
Il gonfalone è un drappo di rosso.

## Monumenti e luoghi d'interesse

### Architetture religiose
- Chiesa di San Giacomo,[11][12][13] precedente al XV secolo, riporta sul portale lo stemma della famiglia Spinelli.[8]
- Chiesa di San Francesco,[13] che conserva una statua lignea di San Francesco di Paola datata 1850.[8]
- Chiesa dell'Udienza, edificata nel XVIII secolo dai feudatari Pignatelli, dei quali è riportato lo stemma sul portale in pietra.[8] Il nome della chiesa deriva da un affresco del 1736, raffigurante la Madonna mentre concede un'udienza a San Vito, andato distrutto nel corso del XX secolo durante alcuni lavori di realizzazione di una nicchia.[8] Al suo interno, conserva un altare centrale con tre paliotti intarsiati dall'artigiano Basta di Carfizzi nella prima metà del XVII secolo.[8]
- Resti del convento agostiniano di San Salvatore, detto anche "Villa Grazia", fondato nel 1546 fuori dall'abitato (nel cosiddetto "Fosso Passeri") e abbandonato nel 1637.[14]

### Architetture civili
- Ruderi del castello feudale di Melissa,[13] nonché di mura medievali[8]
- Torre Melissa[13]

### Altro
- Monumento commemorativo della strage di Melissa, al fondo Fragalà, opera di Ernesto Treccani[8].
- Grotte rupestri[14]

## Società

### Evoluzione demografica
Abitanti censiti

### Tradizioni e cultura
A Melissa è legata la leggenda del conte Francesco Campitelli, uomo di bella presenza e autoritario. Dopo pochi giorni dalla successione al fratello, Francesco reintegrò lo ius primae noctis, suscitando lo sdegno dei popolani. Il parroco di san Giacomo, tentò subito di far cambiare idea al conte, ma inutilmente. Scortato da novanta "sgherri" il Campitelli mise immediatamente in atto i suoi propositi e portò via la sposa, Teresa Ferti. In seguito, una certa Luisa, ebbe una bambina di nome Anna, figlia del conte, della quale lui ignorava l'esistenza. Diventata adulta, Anna fu notata da Francesco che non immaginava fosse sua figlia. Infine il conte Campitelli fu ucciso nella chiesa di san Giacomo dal fidanzato della ragazza, Raffaele Raffa, nel 1633. I sudditi fecero costruire nella chiesa un monumento con un'epigrafe per ricordare questi eventi.

## Geografia antropica
Il comune di Melissa è ripartito su due nuclei abitativi distinti: lungo la costa si trova la parte più recente, chiamata Torre Melissa, mentre il nucleo più antico si trova nell'entroterra, arroccato su una collina distante una dozzina di chilometri dal mare.

## Amministrazione
| Periodo        | Periodo        | Primo cittadino           | Partito                                           | Carica                  | Note |
| -------------- | -------------- | ------------------------- | ------------------------------------------------- | ----------------------- | ---- |
| 1987           | 1990           | Francesca Macrì           | Partito Comunista Italiano                        | sindaco                 |      |
| 23 aprile 1995 | 13 giugno 1999 | Edoardo Rosati            | Partito Democratico della Sinistra                | sindaco                 |      |
| 13 giugno 1999 | 7 giugno 2009  | Giuseppe Bonessi          | lista civica                                      | sindaco                 |      |
| 7 giugno 2009  | 26 maggio 2019 | Gino Murgi                | lista civica di centro-sinistra Insieme si cresce | sindaco                 |      |
| 26 maggio 2019 | 9 giugno 2024  | Raffaele Falbo            | lista civica Melissa bene comune                  | sindaco                 |      |
| 9 giugno 2024  | 26 maggio 2025 | Francesco Paolo D'Alessio |                                                   | Commissario prefettizio |      |
| 26 maggio 2025 | in carica      | Luca Mauro                | lista civica - Melissa ripartiamo                 | sindaco                 |      |

### Gemellaggi
- Gattatico
- Sant'Ilario d'Enza
- Pedesina